# Civic Center/Grand Park
Civic Center/Grand Park/Tom Bradley – podziemna stacja dwóch linii metra w Los Angeles: linii B i D, znajdująca się w śródmieściu Los Angeles, w dzielnicy Civic Center, pomiędzy ulicami 1st Street a Temple Street. Druga część nazwy stacji to uhonorowanie długoletniego burmistrza Los Angeles Toma Bradleya. Stacja jest również obsługiwana na poziomie ulicy przez autobusy linii J systemu szybkiej komunikacji autobusowej Los Angeles Metro Busway.
Na stacji znajduje się instalacja artystyczna pt. I Dreamed I Could Fly, której autorem jest Jonathan Borofsky.

## Godziny kursowania
Pociągi linii metra B i D, kursują codziennie, w przybliżeniu pomiędzy 5.00 a 0.45.
Autobusy linii J szybkiej komunikacji autobusowej kursują codziennie, w przybliżeniu od 5.00 do 1.00 w nocy.

## Atrakcje turystyczne
- Los Angeles Music Center
- Katedra Matki Bożej Anielskiej
- Dorothy Chandler Pavilion
- Little Tokyo
- Los Angeles City Hall
- Museum of Contemporary Art (MOCA)
- Walt Disney Concert Hall

## Połączenia autobusowe
Linie autobusowe Metro
- Metro Local: 2, 4, 10, 14, 30, 33, 37, 40, 45, 48, 68, 70, 71, 76, 78, 79, 81, 83, 84, 90, 91, 92, 94, 96, 330, 378
- Metro Express: 487, 489
- Metro Rapid: 728, 733, 745, 770, 794
- Los Angeles Metro Busway: linia J

Inne linie autobusowe lokalne i podmiejskie
- Antelope Valley Transit Authority: 785*
- City of Santa Clarita Transit: 799*
- Foothill Transit: 481*, 493*, 497*, 498*, 499*, 699*, Silver Streak
- LADOT Commuter Express: 409*, 419*, 422*, 423*, 431*, 437*, 438*, 448*, 534*
- LADOT DASH: A, B, D, DD (tylko w weekendy)
- Montebello Transit: 341, 342
- Santa Monica Transit: 10
- Torrance Transit: 4*
- – Autobusy kursują tylko w dni robocze w godzinach szczytu.